# ふるさとのうた
『ふるさとのうた』は、NHK総合テレビで1984年4月9日から1985年3月31日まで隔週毎の毎日(月～日)、放送終了前に放送されたテレビ番組である。ステレオ放送。
以下の文面は、『NHK年鑑1985』（日本放送出版協会発行）199ページの当番組の概要の文書を基に記述したものである。

## 概要
総合テレビの隔週でその放送週の毎日(月～日)の放送終了前の3分のミニ番組として制作された番組の1つで、日本全国各地の子守歌・わらべうたを訪ねて、その地域に残るそれらを土地の古老に歌ってもらい、その歌を育んだふるさとの自然と共に映像を構成。忘れ去られようとする日本古来の文化保存の役割も行うのもこの番組の目的の1つである。放送は1週間1曲で、出演者は、下は63歳から上は86歳まで述べ26人が出演し、他には横笛演奏家の赤尾三千子も出演した。

## 放送時間
- 隔週で毎日 23:54 - 23:57 [注 1][1]